# ديفيد ناري
ديفيد ناري (بالإنجليزية: David Narey)‏ ، من مواليد 12 يونيو 1956 في دندي في إسكتلندا ، لاعب كرة قدم إسكتلندي سابق.
لعب مع منتخب إسكتلندا لكرة القدم.

## مسيرته الكروية
لعب ديفيد ناري خلال مسيرته الاحترافية مع ناديين في اثنين وعشرين موسمًا وسجل خلالها 23 هدفًا ضمن 627 مباراة. حيث فاز في موسم واحد بالكأس وفي موسم واحد بالدوري.
خاض ديفيد ناري مسيرته مع نادي دندي يونايتد في موسم 1973–74 ليلعب معه واحدا وعشرين موسمًا، مشاركًا في 612 مباراة سجل خلالها 22 هدفًا. ثم انتقل إلى نادي ريث روفرز في موسم 1994–95 لمدة موسم واحد، حيث شارك في 15 مباراة سجل خلالها هدفًا واحدًا.

## روابط خارجية
- ديفيد ناري على موقع الاتحاد الإسكتلندي (الإنجليزية)
- ديفيد ناري على موقع قاعدة بيانات كرة القدم.إي يو (الإنجليزية)
- ديفيد ناري على موقع ناشيونال فوتبول تيمز (الإنجليزية)